# Grzegorz Smyk
Grzegorz Jan Smyk – polski prawnik, doktor habilitowany nauk prawnych.

## Życiorys
W 1988 r. ukończył studia prawnicze, w 1998 r. obronił pracę doktorską Korpus urzędników cywilnych w gubernialnych organach administracji ogólnej Królestwa Polskiego w latach 1867-1915, której promotorem był prof. Wojciech Witkowski, w 2012 r. habilitował się na podstawie pracy zatytułowanej Administracja publiczna Królestwa Polskiego 1864-1915. Był zatrudniony w Puławskiej Szkole Wyższej.
Pracuje na Uniwersytecie Marii Curie-Skłodowskiej w Lublinie.